# Neoperla stueberae
Neoperla stueberae és una espècie d'insecte plecòpter pertanyent a la família dels pèrlids. El seu nom científic honora la figura de Gisela Stüber en reconeixement de la seua contribució en l'estudi d'aquesta espècie i d'altres.
Les ales dels adults fan entre 16,3 i 16,7 mm de llargària. La femella no ha estat encara descrita. En el seu estadi immadur és aquàtic i viu a l'aigua dolça, mentre que com a adult és terrestre i volador. Es troba a Indonèsia.